# Damiševo naselje
Damiševo naselje je ime za stanovanjsko naselje, ki se nahaja na desnem bregu reke Drave v Mariboru. Upravno spada na področje Mestne četrti Studenci in se nahaja vzhodno od centra le teh, nekdaj pa je bilo del naselja Pekre. 
Naselje na zahodu omejuje gozd, na vzhodu Industrijska cona Marles, na jugu železniška proga Maribor-Dravograd, medtem ko na severu reka Drava. 
Poimenovano je po nekdanjem lastniku parcel Damišu, ki jih je razdelil v stavbišča in kasneje prodal, tako da so danes pozidana.